# IAS machine

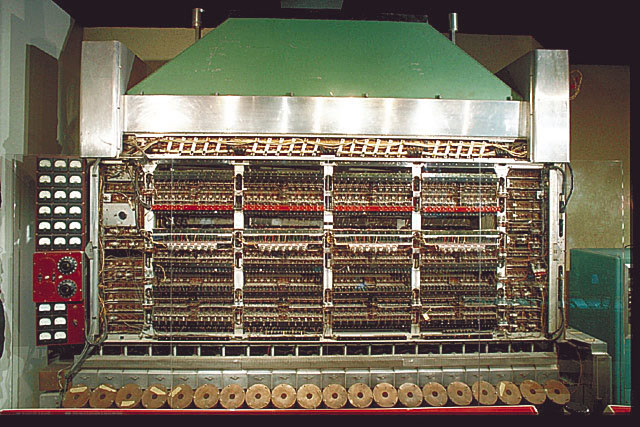
Máquina/ordenador IAS en el Museo Nacional de Historia Estadounidense.

El IAS machine fue el primer computador digital construido por el Instituto para el Estudio Avanzado (IAS, por sus siglas en inglés de Institute for Advanced Study), en Princeton, NJ, Estados Unidos. El artículo que describe el diseño del IAS machine fue editado por John von Neumann, un profesor de matemáticas tanto en la Universidad de Princeton como en el Instituto de Estudio Avanzado. El computador fue construido a partir de  1942 hasta 1951 bajo su dirección. El IAS se encontraba en operación limitada en el verano de 1951 y plenamente operativo el 10 de junio de 1952.
La máquina era un computador binario con palabras de 40 bits, capaz de almacenar 2 instrucciones de 20 bit en cada palabra. La memoria era de 1024 palabras (equivalentes a 5,1 Kilobytes). Los números negativos se representaban mediante formato "complemento a dos". Tenía dos registros: el acumulador (AC) y el Multiplicador/Cociente (MQ).
Aunque algunos afirman que el IAS machine fue el primer diseño en almacenar los programas y los datos en una sola memoria, cuatro años antes que el Manchester Small Scale Experimental Machine (MSSEM) de 1948.
Von Neumann mostró cómo la combinación de instrucciones y datos en una sola memoria podría ser utilizada para implementar bucles, por ejemplo: mediante la modificación de las instrucciones de rama en un bucle completo. La demanda resultante de que las instrucciones y los datos se colocaran en la memoria más tarde llegó a ser conocida como el cuello de botella de Von Neumann.
Mientras que el diseño estaba basado en el Selectrón de RCA para la memoria, problemas con el desarrollo de estas complejas válvulas obligó a cambiarlos por los tubos Williams. Sin embargo, utilizó cerca de 2300 válvulas en los circuitos. El tiempo de adición fue de 62 microsegundos y el tiempo de multiplicación fue de 713 microsegundos. Era una máquina asíncrona, es decir, que no había reloj central que regulara el procesamiento de las instrucciones. Una instrucción empieza a ejecutarse cuando la anterior ha terminado.